# 가브리엘 타르드

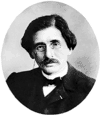

장 가브리엘 타르드(Jean Gabriel Tarde, 1843년~1904년)는 프랑스의 사회학자이다. 심리학적 사회학파의 대표자이다.
그는 판사를 거쳐 철학 교수가 되었다. 개인의 마음과 마음과의 접촉으로 현상이 생기고, 사회는 되풀이와 대립과 적응에 의해 발전한다고 하였다. 또한 '모방'이 사회를 이루는 데에 중대한 영향을 끼치는 것이라고 하는 등, 그의 이론은 사회심리학에 크게 이바지하였다. 그러나 그의 이론은 프랑스에서는 받아들여지지 않고 미국의 사회학에 많은 영향을 주었다. 대표적인 저서에 <모방의 법칙> <비교 심리학> 등이 있다.

## 같이 보기
- 확산
- 선전 (사회학)
- 여론

## 참고 문헌
- 이 문서에는 다음커뮤니케이션(현 카카오)에서 GFDL 또는 CC-SA 라이선스로 배포한 글로벌 세계대백과사전의 내용을 기초로 작성된 글이 포함되어 있습니다.